# Duale (categorietheorie)
In de categorietheorie, een deelgebied van de wiskunde, is dualiteit een correspondentie tussen de eigenschappen van een categorie C en de zogenaamde duale eigenschappen van de tegenovergestelde categorie Cop. Gegeven een stelling met betrekking tot  categorie C, wordt door het verwisselen van bron en doel van elke morfisme en tevens door het verwisselen van de volgorde waarin de twee morfismen zijn samengesteld, een overeenkomstige duale stelling verkregen met betrekking tot de tegenovergestelde categorie Cop verkregen. Dualiteit, als zodanig, is de bewering dat de waarheid invariant is onder deze operatie op stellingen. Met andere woorden, als een stelling waar is over C, dan is de duale stelling waar over Cop. Ook als een stelling onwaar is over C, dan is de duale onwaar over Cop.
Gegeven een concrete categorie C is het vaak het geval dat het tegenovergestelde categorie Cop abstract (niet concretiseerbaar) is. Cop hoeft geen  categorie te zijn die voortvloeit uit de wiskundige praktijk. In dit geval wordt zegt men dat een andere categorie D in dualiteit  is met C als D en Cop als categorieën equivalent zijn.
In het geval dat C en haar tegenovergestelde Cop equivalent zijn, is zo'n categorie zelf-duaal.

## Voorbeelden
- Limieten en colimieten zijn duale begrippen.